# Raffaele Bendandi
Raffaele Bendandi (Faenza, 17 octombrie 1893 – 3 noiembrie 1979) a fost un autodidact.
Bendandi a elaborat o teorie personală, despre natura cutremurelor si posibilele cauze care l-ar determina. Bendandi fiind un autodidact, nu a publicat niciodată vreo expunere științifică ce ar putea să ateste teoriile sale.
Bendandi era convins că mișcarea Soarelui și a planetelor - având in vedere că atracția lunii e capabilă să influențeze mareea - ar putea mișca mase semilichide ce se găsesc in straturile mult mai profunde ale pământului.
Cronicile spun că Bendandi, un personaj controversat al epocii sale, a reușit să prezică cu exactitate anumite evenimente cum ar fi cutremurul ce a zguduit regiunea Marche (Italia) in 1924.
Faima sa, după ce a fost numit Cavaler al Ordinii Coroanei Italiene (Ordine della Corona d'Italia)in 1927, decade rapid chiar dacă el continua sa publice știri referitoare la cutremure și previziuni, in străinatate (Statele Unite ale Americii).
In momentul de față, căutându-se prin lucrările sale, se pare că a fost descoperita profeția a nici mai mult nici mai putin de 103 evenimente seismice pentru anii ce urmează, din care 61 sunt prevăzute pentru Italia, dar pe care nimeni nu indrăznește să le ia in considerare.
Se spune că Bendandi ar fi decis să arda documentele ce atestau profețiile sale, cu putin timp inainte de a muri, dar că s-a răzgândit dupa ce aruncase deja unele, cele referitoare la profețiile pentru anul 2011, care au fost salvate din flăcări in ultimul moment, motiv pentru care au apărut false "profetii" bendandiene care au circulat pe internet incă de la inceputul anului 2011, alertând in special capitala Italiei, Roma.
O altă importantă profeție care a fost adusă in actualitate, este privitoare la 2012 și anume in 5-6 aprile, când o serie de seisme va "zgudui" probabil intreaga planetă, iar Italia va fi probabil una din zonele intens afectate; neuitând insă că evenimentele prezise de Bendandi nu s-au verificat in fapt de fiecare dată și nici la data indicată, fiind deci aproximative.
In ziua de 3 noiembrie 1979, Bendandi a fost găsit mort, in mod misterios, in casa sa din Faenza.
Actualmente, asociația culturală "Bendandiana" al carei președine este Paola Lagorio, deține toate documentele și manuscrisele lăsate de Raffaele Bendandi.